# Maserada sul Piave
Maserada sul Piave (Mazerada /mazeˈrada/ in veneto) è un comune italiano di 9 096 abitanti della provincia di Treviso in Veneto.

## Origini del nome
Il toponimo deriva dal latino maceries, in riferimento ai detriti sassosi trasportati dalle acque del Piave.

## Storia
Collocata all'incrocio tra le vie Claudia Augusta Altinate e Postumia, Maserada ha rappresentato una località cruciale sin dall'epoca romana. Proprio lungo il tracciato della Postumia sono emersi numerosi reperti che testimoniano la presenza di antichi insediamenti: tombe, edicole funebri, materiale fittile. Si aggiungono inoltre alcune strade perpendicolari alla Postumia, tracce di una centuriazione, e il toponimo Castella, ricordo di un antico fortilizio o di una mansio.
In età feudale il territorio era ancora caratterizzato dalla presenza di selve, acquitrini e corsi d'acqua (primo fra tutti, ovviamente, il Piave). Numerosi toponimi testimoniano le attività economiche e il paesaggio del periodo: Ronchi (da runcare, cioè "dissodare"), Saltore (da saltus, "pascoli") e Salettuol (da salicetum, ovvero "bosco di salici", alberi tipici del greto del Piave).
Sin dall'XI secolo Maserada fu compresa tra i domini dei Collalto, mentre dal punto di vista religioso faceva riferimento alla chiesa di San Giorgio, dal 1231 dipendenza dell'abbazia di Nervesa. In questo periodo la località mantenne la sua importanza strategica e fu più volte attraversata — e saccheggiata — da truppe di passaggio: nel 1229 fu colpita dai combattimenti tra Ezzelino da Romano e i Padovani, mentre nel 1328 vi si accamparono le truppe di Enrico di Valse, in lotta al fianco di Padova contro Cangrande della Scala.
Passata alla Repubblica di Venezia, nel 1340 Maserada e le attuali frazioni risultarono tra i villaggi della Zosagna di sopra, uno degli otto quartieri in cui era divisa la podesteria di Treviso. La presenza della Serenissima fu definitiva solo dalla fine del XIV secolo e portò stabilità solo dopo la guerra della Lega di Cambrai, che colpì anche gli abitanti di Maserada.
Fu questo una delle zone maggiormente colpiti dalla Grande Guerra, tanto che, nel novembre 1917, la popolazione fu evacuata. Nel giugno del 1918 la località fu resa celebre dalla battaglia del solstizio, che vide la conquista delle Grave di Papadopoli, nei pressi di Salettuol, da parte delle truppe italiane.

### Simboli
Lo stemma comunale, concesso con regio decreto del 24 febbraio 1924, si blasona:
Lo scudo è sormontato da un nastro rosso con la scritta: maceriata.
Nel 1922, a seguito delle disposizioni statali per cui ogni comune doveva dotarsi di uno stemma, l'allora parroco di Maserada elaborò un bozzetto che includeva vari elementi: l'emblema di Treviso — una croce bianca su sfondo rosso accantonata in capo da due stelle —, una barca senza barcaiolo e un inquartato di bianco e di nero simbolo della famiglia Collalto. Il Comune lo semplificò, mantenendo le due stelle e l'imbarcazione, creando lo stemma tuttora in uso.
Il gonfalone è costituito da un drappo di azzurro.

## Monumenti e luoghi d'interesse

### Architetture religiose
- Chiesa di San Giorgio, edificio risalente alla seconda metà del diciottesimo secolo, e progettato da Brenno Del Giudice. L'interno risulta impreziosito da affreschi di Fabio e Giambattista Canal;
- Chiesa dei Santi Filippo e Giacomo di Candelù, esempio locale di architettura neoromanica, custodisce una tela novecentesca del pittore Umberto Martina, raffigurante i Santi Filippo, Giacomo e Benedetto XV;
- Chiesa di Santa Maria Assunta di Varago, ricostruita a seguito delle distruzioni belliche, ospita un dipinto di Maffeo Verona;
- Oratorio di San Rocco;
- Oratorio della Beata Vergine delle Vittorie, grazioso tempio risalente al 1721, adornato da affreschi attribuibili alla mano di Gregorio Lazzarini, e, secondo la tradizione, il 9 luglio 1722 luogo di apparizione della Vergine a Zanetta Bariviera.

### Architetture civili

#### Ville venete
Nel territorio comunale sono presenti sei ville, di seguito elencate, e tutelate dall'Istituto Regionale Ville Venete (IRVV).
- Villa Astori[8]
- Villa Papadopoli Persico Rossi[9]
- Villa Sugana Saltore Caccianiga[10]
- Palazzo Venerando Zandi Schioppalalba Mattiuzzo[11]
- Villa Vitturi Zuccareda Falk Monti[12]
- Villa Zoppola Mattiuzzo Sartor[13]

## Società

### Evoluzione demografica
Abitanti censiti

### Etnie e minoranze straniere
Al 31 dicembre 2017 gli stranieri residenti nel comune erano 746, ovvero l'8,0% della popolazione. Di seguito sono riportati i gruppi più consistenti:
1. Romania 216
2. Albania 148
3. Marocco 60
4. Kosovo 43
5. India 29
6. Moldavia 27
7. Ucraina 20

## Cultura
- Biblioteca comunale "Mario Rigoni Stern".
- Museo storico della Grande Guerra 1915 – 1918.

## Economia
Le principali attività economiche sono l'alimentare, le molte attività artigiane e l'estrazione di ghiaia nei pressi del greto del fiume Piave. La principale attività economica è l'industria tessile (da parte dell'azienda Tessitura Monti) che dava lavoro a un migliaio di persone.

### Riciclaggio dei rifiuti
Con un recupero di oltre il 75% dei rifiuti prodotti, nel 2006 il comune di Maserada si è classificato primo assoluto nella XII edizione di Comuni Ricicloni, classifica pubblicata annualmente da Legambiente.
Il dossier completo di Comuni Ricicloni 2006 è disponibile sul sito di Ecosportello.

## Amministrazione
| Periodo | Periodo   | Primo cittadino     | Partito                                | Carica  | Note |
| ------- | --------- | ------------------- | -------------------------------------- | ------- | ---- |
| 1869    | 1875      | Antonio Caccianiga  |                                        | Sindaco |      |
| 1995    | 1999      | Cornelio Zuccarello | Lista civica - Centro                  | Sindaco |      |
| 1999    | 2004      | Marziano De Piccoli | Lista civica - Centro destra           | Sindaco |      |
| 2004    | 2014      | Floriana Casellato  | Lista civica - Progetto Democratico    | Sindaco |      |
| 2014    | 2019      | Anna Sozza          | Lista civica - Progetto Comune         | Sindaco |      |
| 2019    | in carica | Lamberto Marini     | Lista civica - Marini Lamberto Sindaco | Sindaco |      |

### Altre informazioni amministrative
La denominazione del comune fino al 1925 era semplicemente Maserada..